# Хию Тадкастерская
Хию Тадкастерская (англ. Hieu , ум. 657) — настоятельница монастыря в городе Тадкастер, Англия. День памяти — 2 сентября.

## Житие
Святая Хию  приняла свой монашеский постриг у святого Айдана. Она была настоятельницей монастыря в городе Тадкастер, Нортумбрия. Иногда её отождествляют со святой Бегой (Bega).

## Тропарь, глас 8
In Tadcaster's Monastery, O Abbess Hieu,/
thou didst shine with the virtues of asceticism and humility./
Pray that we also may follow the example of thy great teacher, the Hierarch Aidan,/
and live lives of spiritual struggle that our souls may be saved.